# 11367 Rachelseevers
11367 Rachelseevers eller 1998 HJ115 är en asteroid i huvudbältet som upptäcktes den 23 april 1998 av LINEAR i Socorro County, New Mexico. Den är uppkallad efter Rachel Seevers.
Asteroiden har en diameter på ungefär 5 kilometer.